# Ateneum
 For alternative betydninger, se Athenæum.
Ateneum er et kunstmuseum i Helsinki, Finland og et af tre museer der tilsammen udgør Kansallisgalleria (Det finske Nationalgalleri). Det er placeret i en bygning fra 1887 midt i Helsinkis centrum, tæt ved Helsinki Hovedbanegård. Det har den største samling af klassisk kunst i Finland.

## Samling
Ateneums samling rummer først og fremmest finsk kunst, fra 1700-tals rokoko-portrætter til eksperimenterende kunst fra det 20. århundrede. Samlingen rummer desuden omkring 650 værker af internationale kunstnere. Den meste prominente af disse er Vincent van Gogh, hvis maleri Gade i Auvers-sur-Oise (1890) blev købt af museet i 1903. Museet er åbent hver dag fra 10:00 til 20:30 undtagen mandag.

### Værker i Ateneums samling
- The Road Bridge at L'Estaque, Paul Cézanne, 1879/1882
- Taistelevat metsot, Ferdinand von Wright, 1886
- Kvinder udenfor kirken i Ruokolahti, Albert Edelfelt, 1887
- Gade in Auvers-sur-Oise, Vincent Van Gogh, 1890
- Aino Myth, Triptych, Akseli Gallen-Kallela, 1891
- Raatajat rahanalaiset, Eero Järnefelt, 1893
- Den sårede engel, Hugo Simberg, 1903
- Portræt af kunstneren Léopold Survage, Amedeo Modigliani, 1918

## Arkitektur
Ateneum ligger i en bygning tegnet af den finske arkitekt Theodor Höijer og var færdigopført i 1887.